# Akihito
|  | Aquest article tracta sobre l'Emperador Akihito. Vegeu-ne altres significats a «Akihito (desambiguació)». |

Akihito (明仁), que va néixer el 23 de desembre de l'any 1933, va ser emperador (天皇, tennō) del Japó des de 1989 fins a la seva abdicació el 2019, essent la persona número 125 en tenir aquest títol.
Al Japó ningú anomena al seu emperador pel nom de pila o el nom complet, ja que és un tabú, pel que se'l sol anomenar "Sa majestat imperial l'Emperador" (天皇陛下, tennō heika) o en la seva versió breu "Sa majestat Imperial" (陛下, heika). Quan s'escriu el seu nom se sol usar la fórmula "L'Emperador Regnant" (今上天皇, kinjō tennō). L'era del regnat d'Akihito es diu "Heisei" (平成), per la qual cosa, un cop mort se'l coneixerà com a l'"Emperador Heisei".

## Biografia

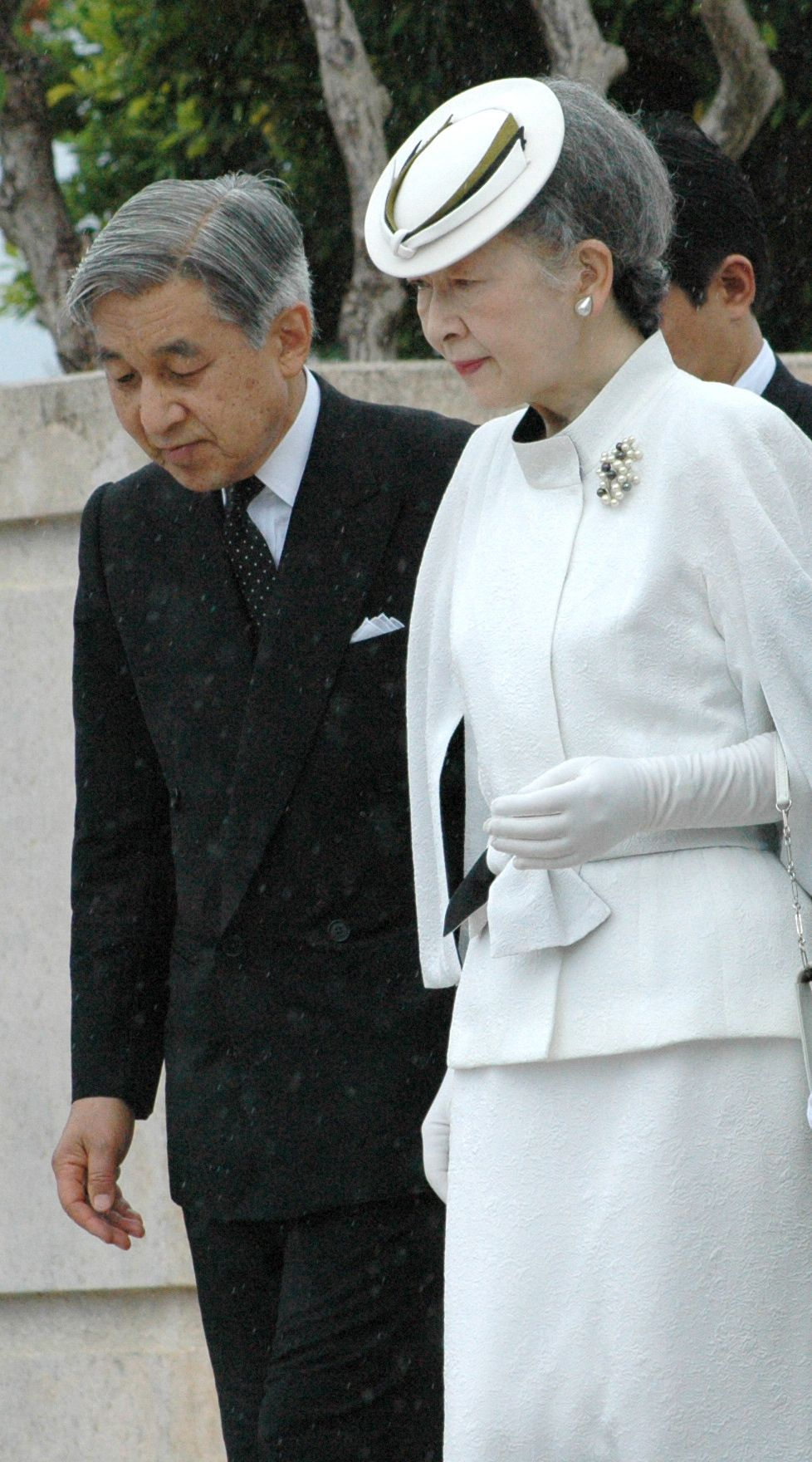
L'Emperador Akihito l'Emperadriu Michiko del Japó

N'Akihito és el fill de sexe masculí més gran de l'emperador Shōwa (Hirohito) i de l'emperadriu Kojun (Nagako) i el quart en edat si tenim en compte homes i dones. Quan era nen va rebre el títol de Príncep Tsugu (継宮, Tsugu-no-miya). Va iniciar els seus estudis amb tutors privats, però al créixer va passar a estudiar entre els anys 1940 a 1952 a l'Escola Superior Gakushuin de Tòquio. Durant el bombardeig de la ciutat va ser evacuat juntament amb el seu germà per a garantir la seva seguretat.
Va ser investit hereu al tron (立太子の礼 Rit'taishi no Rei) al Palau Imperial el 10 de novembre de 1951. El 10 d'abril de 1959, es va casar amb na Michiko Shoda (nascuda el 24 d'octubre de 1934), filla gran d'en Shoda Hidesaburo, el president de la companyia Nisshin, i primera plebea casada amb un membre de la família imperial. Després de la boda van iniciar una sèrie de visites oficials que els van dur a visitar més de trenta-set països i que van acabar quan el seu pare va morir. Un cop mort l'emperador, n'Akihito va accedir al tron el 7 de gener de l'any 1989, convertint-se en l'emperador número 125. Des del seu accés al poder ha iniciat mesures per intentar apropar la monarquia al poble. La parella imperial ha tingut tres fills:
- Sa majestat el Príncep Hereu Naruhito nascut el 23 de febrer del 1960
- Sa majestat el Príncep Akishino, nascut el 30 de novembre de 1965
- Sayako Kuroda, abans anomenada Princesa Sayako nascuda el 18 d'abril de 1969).

El mes de desembre del 2002 se li va diagnosticar un càncer de pròstata, que després d'una operació va superar definitivament el gener del 2003.
L'agost del 2016 va anunciar que, per edat i per la seva salut fràgil, no es veia capaç de continuar i va anunciar que abandonaria el Tron del Crisantem. El 30 d'abril del 2019 va formalitzar la seva abdicació.

## Avantpassats
Els avantpassats de n'Akihito fins fa tres generacions:
|  |                                                     |  |  |  |  |  |  |  |  |  |  |  |  |  |  |  |
|  | Emperador Meiji                                     |  |  |  |  |  |  |  |  |  |  |  |  |  |  |  |
|  |                                                     |  |  |  |  |  |  |  |  |  |  |  |  |  |  |  |
|  |                                                     |  |  |  |  |  |  |  |  |  |  |  |  |  |  |  |
|  | Emperador Taishō                                    |  |  |  |  |  |  |  |  |  |  |  |  |  |  |  |
|  |                                                     |  |  |  |  |  |  |  |  |  |  |  |  |  |  |  |
|  |                                                     |  |  |  |  |  |  |  |  |  |  |  |  |  |  |  |
|  | Oficial: Emperadriu Shōken Propi: Yanagiwara Naruko |  |  |  |  |  |  |  |  |  |  |  |  |  |  |  |
|  |                                                     |  |  |  |  |  |  |  |  |  |  |  |  |  |  |  |
|  |                                                     |  |  |  |  |  |  |  |  |  |  |  |  |  |  |  |
|  | Emperador Shōwa                                     |  |  |  |  |  |  |  |  |  |  |  |  |  |  |  |
|  |                                                     |  |  |  |  |  |  |  |  |  |  |  |  |  |  |  |
|  |                                                     |  |  |  |  |  |  |  |  |  |  |  |  |  |  |  |
|  | Príncep Michitaka Kujō                              |  |  |  |  |  |  |  |  |  |  |  |  |  |  |  |
|  |                                                     |  |  |  |  |  |  |  |  |  |  |  |  |  |  |  |
|  |                                                     |  |  |  |  |  |  |  |  |  |  |  |  |  |  |  |
|  | Emperadriu Teimei                                   |  |  |  |  |  |  |  |  |  |  |  |  |  |  |  |
|  |                                                     |  |  |  |  |  |  |  |  |  |  |  |  |  |  |  |
|  |                                                     |  |  |  |  |  |  |  |  |  |  |  |  |  |  |  |
|  | Ikuko Noma                                          |  |  |  |  |  |  |  |  |  |  |  |  |  |  |  |
|  |                                                     |  |  |  |  |  |  |  |  |  |  |  |  |  |  |  |
|  |                                                     |  |  |  |  |  |  |  |  |  |  |  |  |  |  |  |
|  | Akihito                                             |  |  |  |  |  |  |  |  |  |  |  |  |  |  |  |
|  |                                                     |  |  |  |  |  |  |  |  |  |  |  |  |  |  |  |
|  |                                                     |  |  |  |  |  |  |  |  |  |  |  |  |  |  |  |
|  | Príncep Kuni Asahiko                                |  |  |  |  |  |  |  |  |  |  |  |  |  |  |  |
|  |                                                     |  |  |  |  |  |  |  |  |  |  |  |  |  |  |  |
|  |                                                     |  |  |  |  |  |  |  |  |  |  |  |  |  |  |  |
|  | Príncep Kuni Kuniyoshi                              |  |  |  |  |  |  |  |  |  |  |  |  |  |  |  |
|  |                                                     |  |  |  |  |  |  |  |  |  |  |  |  |  |  |  |
|  |                                                     |  |  |  |  |  |  |  |  |  |  |  |  |  |  |  |
|  | Isume Makiko                                        |  |  |  |  |  |  |  |  |  |  |  |  |  |  |  |
|  |                                                     |  |  |  |  |  |  |  |  |  |  |  |  |  |  |  |
|  |                                                     |  |  |  |  |  |  |  |  |  |  |  |  |  |  |  |
|  | Emperadriu Kōjun                                    |  |  |  |  |  |  |  |  |  |  |  |  |  |  |  |
|  |                                                     |  |  |  |  |  |  |  |  |  |  |  |  |  |  |  |
|  |                                                     |  |  |  |  |  |  |  |  |  |  |  |  |  |  |  |
|  | Príncep Shimazu Tadayoshi                           |  |  |  |  |  |  |  |  |  |  |  |  |  |  |  |
|  |                                                     |  |  |  |  |  |  |  |  |  |  |  |  |  |  |  |
|  |                                                     |  |  |  |  |  |  |  |  |  |  |  |  |  |  |  |
|  | Princesa Shimazu Chikako                            |  |  |  |  |  |  |  |  |  |  |  |  |  |  |  |
|  |                                                     |  |  |  |  |  |  |  |  |  |  |  |  |  |  |  |
|  |                                                     |  |  |  |  |  |  |  |  |  |  |  |  |  |  |  |
|  | Sumako Yamazaki                                     |  |  |  |  |  |  |  |  |  |  |  |  |  |  |  |
|  |                                                     |  |  |  |  |  |  |  |  |  |  |  |  |  |  |  |
|  |                                                     |  |  |  |  |  |  |  |  |  |  |  |  |  |  |  |

## Guardons
Orde Olímpic d'or